# Malauzat
Malauzat é uma comuna francesa na região administrativa de Auvérnia-Ródano-Alpes, no departamento Puy-de-Dôme. Estende-se por uma área de 5,99 km². Em 2010 a comuna tinha 1 171 habitantes (densidade: 195,5 hab./km²).